# Kinh tế Belarus
Nền kinh tế của Belarus là nền kinh tế hỗn hợp thu nhập trung bình khá. Là một nền kinh tế chuyển đổi hậu Xô Viết, Belarus đã từ chối hầu hết các nỗ lực tư nhân hóa để ủng hộ việc duy trì các biện pháp kiểm soát chính trị và kinh tế tập trung của nhà nước. Nền kinh tế tập trung cao độ của Belarus nhấn mạnh đến tình trạng toàn dụng lao động và khu vực công chiếm ưu thế. Nó được mô tả là một nhà nước phúc lợi triển khai kinh tế thị trường xã hội chủ nghĩa. Belarus là nền kinh tế lớn thứ 74 thế giới theo GDP
Tính đến  năm 2018, Belarus xếp thứ 53 trong số 189 quốc gia về Chỉ số phát triển con người của Liên hợp quốc và nằm trong nhóm các quốc gia có "mức độ phát triển rất cao". Với hệ thống y tế hiệu quả, tỷ lệ tử vong ở trẻ sơ sinh rất thấp là 2,9 (so với 6,6 ở Nga hoặc 3,7 ở Vương quốc Anh). Tỷ lệ bác sĩ bình quân đầu người là 40,7 trên 10.000 dân (con số này là 26,7 ở Romania, 32 ở Phần Lan, 41,9 ở Thụy Điển) và tỷ lệ biết chữ ước tính là 99%. Theo Chương trình Phát triển của Liên hợp quốc, hệ số Gini (chỉ số bất bình đẳng) là một trong những hệ số thấp nhất ở châu Âu.

## Bối cảnh kinh tế
Trước Cách mạng Tháng Mười, Belarus là một quốc gia tương đối lạc hậu và kém phát triển, phụ thuộc nhiều vào nông nghiệp và dân số nông thôn quá đông, mặc dù nước này đã trải qua sự tăng trưởng kinh tế và công nghiệp nhanh chóng sau khi xây dựng đường sắt vào cuối thế kỷ 19 (với Minsk, Vitsebsk, Hrodna, Pinsk và Homel trở thành các trung tâm công nghiệp quan trọng). Chiến tranh thế giới thứ hai đã tàn phá Belarus, mất khoảng một phần tư dân số và cơ sở hạ tầng bị phá hủy nghiêm trọng. Trong những năm sau chiến tranh, Belarus nhanh chóng công nghiệp hóa và trở thành một trung tâm thương mại quan trọng giữa Liên Xô và Châu Âu. Sản xuất trở thành trụ cột của nền kinh tế, tập trung vào máy kéo, xe tải hạng nặng, chế biến dầu, máy tiện cắt kim loại, sợi tổng hợp, TV, chất bán dẫn và vi mạch. Vào những năm 1980, hơn một nửa số nhân viên công nghiệp của Belarus làm việc cho các doanh nghiệp có hơn 500 nhân viên. Trong số các nước cộng hòa Xô Viết, Belarus có tỷ lệ xuất khẩu sản phẩm cao bất thường, khoảng 80% và là nước tiên tiến nhất về mặt công nghệ. Bởi vì với vai trò là nhà sản xuất các sản phẩm làm từ nguyên liệu nhập khẩu từ các vùng khác của Liên Xô, Belarus được gọi là "xưởng lắp ráp của Liên Xô".
Kể từ khi Liên Xô tan rã và dưới sự lãnh đạo của Lukashenko, Belarus đã duy trì quyền kiểm soát của chính phủ đối với các ngành công nghiệp quan trọng và tránh xa các cuộc tư nhân hóa quy mô lớn như đã thấy ở các nước cộng hòa thuộc Liên Xô cũ khác.
Giai đoạn từ năm 1996 đến năm 2000 cũng được đặc trưng bởi sự khó khăn tài chính đáng kể, đặc biệt là vào năm 1998 và 1999 do cuộc khủng hoảng tài chính và kinh tế ở Nga. Điều này chủ yếu dẫn đến giá cả tăng mạnh và đồng tiền quốc gia mất giá, thương mại với Nga và các nước SNG khác giảm, nợ quá hạn giữa các doanh nghiệp tăng và cán cân thanh toán của quốc gia xấu đi. Căng thẳng cực độ trong thị trường ngoại hối là yếu tố chính làm mất ổn định nền kinh tế vào năm 1998 và 1999. Năm 1999, giá tiêu dùng tăng 294%.
Trong giai đoạn 2001-2005, nền kinh tế quốc gia đã chứng minh sự tăng trưởng ổn định và năng động. GDP tăng trưởng với tốc độ trung bình 7,4%, đạt đỉnh vào năm 2005 ở mức 9,2%. Sự tăng trưởng này chủ yếu là kết quả của hoạt động của khu vực công nghiệp, tăng trưởng trung bình hơn 8,7% mỗi năm, với mức cao nhất là 10,4% vào năm 2005. Khoai tây, lanh, cây gai dầu, củ cải đường, lúa mạch đen, yến mạch và lúa mì là những sản phẩm nông nghiệp chính. Bò sữa và bò thịt, lợn và gà được nuôi. Belarus chỉ có trữ lượng dầu mỏ và khí đốt tự nhiên nhỏ và nhập khẩu phần lớn dầu và khí đốt từ Nga. Các ngành công nghiệp chính sản xuất máy kéo và xe tải, máy ủi đất để sử dụng trong xây dựng và khai thác mỏ, máy công cụ cắt kim loại, thiết bị nông nghiệp, xe máy, hóa chất, phân bón, hàng dệt may và hàng tiêu dùng. Các đối tác thương mại chính là Nga, Ukraine, Ba Lan và Đức.
GDP của Belarus tăng 9,9% vào năm 2006. Trong quý đầu tiên của năm 2007, GDP tăng 8,2%. GDP tiếp tục tăng 10% vào năm 2008.
Phân tích đầu tư trực tiếp nước ngoài vào Belarus trong giai đoạn 2002-2007 cho thấy gần 80% FDI được hướng vào lĩnh vực dịch vụ, trong khi các mối quan tâm về công nghiệp chiếm 20%. FDI nông nghiệp không đáng kể ở mức 1%.

### Khủng hoảng năm 2011
Ngay trước cuộc bầu cử tổng thống năm 2010, chính phủ đã tăng lương trung bình ở Belarus lên 500$/một tháng. Người ta tin rằng đây là một trong những lý do chính gây ra cuộc khủng hoảng năm 2011. Những lý do khác gây ra cuộc khủng hoảng là sự kiểm soát chặt chẽ của chính phủ đối với nền kinh tế, tỷ lệ chiết khấu thấp hơn lạm phát và thâm hụt ngân sách.
Tháng 1 năm 2011, người dân Belarus bắt đầu chuyển đổi tiền tiết kiệm của họ từ đồng rúp Belarus sang đô la và euro. Tình hình này bị ảnh hưởng bởi tin đồn về khả năng phá giá đồng rúp Tỷ giá hối đoái ở Belarus được tập trung hóa bởi Ngân hàng Quốc gia Belarus do chính phủ kiểm soát. Ngân hàng Quốc gia đã buộc phải chi 1 tỷ đô la dự trữ ngoại hối để cân bằng cung cầu tiền tệ Ngày 22 tháng 3, ngân hàng đã ngừng hỗ trợ cho các ngân hàng. Ngân hàng Quốc gia cũng không thay đổi tỷ giá hối đoái đáng kể (3.000 BYR đổi 1 đô la vào ngày 1 tháng 1 và 3.045 BYR đổi 1 đô la vào ngày 1 tháng 4), do đó nhu cầu tăng đối với đô la và euro đã làm cạn kiệt dự trữ tiền mặt của các ngân hàng. Vào tháng 4 và tháng 5 năm 2011, nhiều người đã phải xếp hàng chờ đợi nhiều ngày để mua đô la tại các quầy đổi tiền. Tháng 4, các ngân hàng Belarus đã được chính phủ cấp phép không chính thức để tăng tỷ giá hối đoái lên 4.000 BYR đổi 1 đô la (sau này là 4.500 BYR), nhưng ít người bắt đầu bán đô la và euro. Vào ngày 24 tháng 5, đồng rúp chính thức bị mất giá 36% (từ 3.155 xuống 4.931 BYR đổi 1 đô la). Nhưng tình trạng thiếu hụt tiền tệ vẫn tiếp diễn. Do tình trạng thiếu hụt, một thị trường tiền tệ chợ đen đã được tạo ra. Vào tháng 7 năm 2011, tỷ giá hối đoái chợ đen là gần 6.350 BYR cho 1 đô la vào tháng 8, nó đạt 9.000 BYR cho 1 đô la.
Vào tháng 9 năm 2011, Ngân hàng Quốc gia Belarus đã giới thiệu một phiên giao dịch thị trường hối đoái tự do để xác định giá trị thị trường của đồng rúp. Từ tháng 11 năm 2011 đến tháng 3 năm 2012, tỷ giá hối đoái là 8.000—8.150 cho một đô la, nhưng bắt đầu tăng vào tháng 4 năm 2012 và đạt 8.360 cho một đô la vào ngày 10 tháng 7 năm 2012.
Việc phục hồi sau cuộc khủng hoảng rất khó khăn do chính phủ Belarus bị cô lập bởi EU và Mỹ.
Cuộc khủng hoảng đã ảnh hưởng mạnh đến nền kinh tế. Lạm phát đạt 108,7% vào năm 2011. Mức lương trung bình (tính bằng đô la) đã giảm từ 530 đô la vào tháng 12 năm 2010 xuống còn 330 đô la vào tháng 5 năm 2011. Vào tháng 5 năm 2012, mức lương trung bình đạt 436 đô la (3.559.600 với 8.165 đô la cho một đô la). Tỷ lệ tái cấp vốn (tương tự như tỷ lệ chiết khấu) tăng từ 10,5% vào tháng 12 năm 2010 lên 45% vào tháng 12 năm 2011 và giảm xuống 32% vào tháng 6 năm 2012. Vào tháng 11 năm 2011, lãi suất của một số ngân hàng đã lên tới 120% tính theo rúp.

### Quy định về thất nghiệp năm 2015
Vào tháng 4 năm 2015, Alexander Lukashenko đã ký một dự luật về "ngăn chặn các hành vi ăn bám" trong đó đưa ra mức phạt đối với nhóm dân số thất nghiệp, cùng với các hạn chế khác. Luật này bắt buộc tất cả công dân nộp thuế trực tiếp dưới 183 ngày mỗi năm phải trả một khoản phí có quy mô là 20 khoản cơ bản (BYN 360 ≈ $250). Các phương tiện truyền thông đại chúng đã so sánh dự luật này với cuộc đấu tranh chống lại "тунеядцы", hay những kẻ ký sinh xã hội, ở Liên Xô.  Một số nhóm người được miễn nộp phí: cha mẹ có con dưới 7 tuổi, người khuyết tật, sinh viên, những người được chính thức đăng ký là người thất nghiệp, v.v. Việc trốn nộp sẽ bị phạt tiền, bắt giữ hành chính và lao động công ích hình sự. Vào tháng 1 năm 2018, khoản tiền phạt đã bị bãi bỏ.

### COVID 2020
Nền kinh tế Belarus ít bị ảnh hưởng bởi đại dịch COVID-19, do các biện pháp phong tỏa và kiểm dịch COVID-19 tương đối nhẹ và chậm trễ. Giáo sư Victor Sayevich cho biết vào tháng 9 năm 2020 rằng Belarus đã phải chịu mức suy giảm các số liệu kinh tế từ 1,5% đến 2%, trong khi các nước châu Âu chịu mức giảm khoảng 12%. Bất ổn chính trị đương thời và sự đàn áp gia tăng của nhà nước cũng tác động tiêu cực đến nền kinh tế.

### 2022 Nga xâm lược Ukraine qua Belarus
Vào tháng 4 năm 2022, do tạo điều kiện cho Nga xâm lược Ukraine, EU đã áp đặt lệnh trừng phạt thương mại đối với Belarus. Các lệnh trừng phạt đã được gia hạn và mở rộng vào tháng 8 năm 2023. Các lệnh trừng phạt này được áp dụng thêm vào các lệnh trừng phạt được áp dụng sau cuộc bầu cử tổng thống Belarus năm 2020, vốn bị các nhà quan sát phương Tây chỉ trích rộng rãi.

## Các thống kê khác
Đầu tư:
24.2% GDP (2005)
Chênh lệch thu nhập:

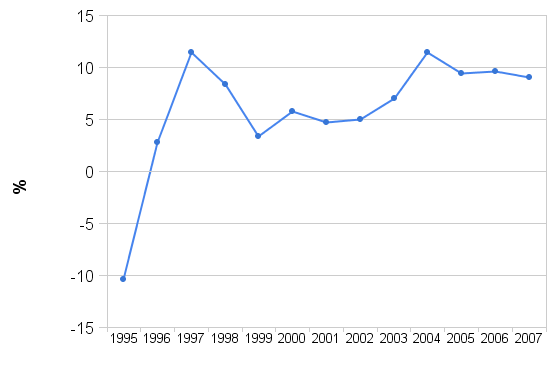
Tăng trưởng GDP của Belarus (1995 - 2007)

- 10% thu nhập thấp nhất: chiếm 5,1 % Tổng thu nhập.
- 10% thu nhập cao nhất: Chiếm 20 % Tổng thu nhập (1998)

Chỉ số bất bình đẳng thu nhập Chỉ số Gini:
21.7 (1998)